# Bahnsteighöhe (Deutschland)
|        |        |        |        |
| 380 mm | 550 mm | 760 mm | 960 mm |

In Deutschland gibt es Bahnsteige im Bereich der Eisenbahn (Fern-, Regional- und Stadtschnellverkehr), im Bereich der Straßenbahn (was rechtlich gesehen auch Stadtbahnen und U-Bahnen einschließt) sowie für diverse Peoplemover. Zusätzlich können Bahnsteige der Straßenbahn auch gleichzeitig als Bussteige dienen. Stand 2018 war Deutschlands niedrigster Bahnsteig im Bereich der Eisenbahn mit einer Höhe von 6 cm am Halt Welgesheim-Zotzenheim der Rheinhessenbahn. Zu den höchsten Bahnsteigen gehören solche der S-Bahn Berlin, die noch die Höhe 1030 mm besitzen.
Für die Eisenbahnen legt die Eisenbahn-Bau- und Betriebsordnung (EBO) eine Bahnsteighöhe von mindestens 380 mm bis maximal 960 mm für regelspurige Eisenbahnen fest. Bei Neubauten oder umfassenden Umbauten von Personenbahnsteigen sollen in der Regel die Bahnsteigkanten auf eine Höhe von 760 mm über Schienenoberkante gelegt werden; Höhen von unter 380 mm und über 960 mm sind unzulässig. Bahnsteige mit einer Höhe von 960 mm über Schienenoberkante sollen nur verwendet werden, wenn dort ausschließlich S-Bahn-Züge mit dieser Einstiegshöhe verkehren. Bahn, Bund und Länder bemühen sich um eine Vereinheitlichung der Bahnsteighöhen auf 760 mm im Hauptnetz (mit Ausnahmen) sowie 550 mm auf bestimmten Nebenstrecken und 380 mm, wenn ausschließlich Tram-Train-Fahrzeuge an einem Bahnsteig halten. Zudem befinden sich im Altbestand noch tausende von Bahnsteigen mit Höhen niedriger als 380 mm.
Für Straßenbahnen (und rechtlich gleichgestellte Systeme) legt die Straßenbahn-Bau- und Betriebsordnung fest, dass die Bahnsteighöhe sich nicht mehr als 250 mm von der Einstiegshöhe der Fahrzeuge unterscheiden darf. Zusätzlich dürfen im Geltungsbereich der BO Strab die Wagenböden an den Einstiegen nicht tiefer als die Bahnsteige liegen. Große Straßenbahn-Netze in Deutschland sind auf Niederflur-Fahrzeuge mit Einstiegshöhen von 300 bis 350 mm ausgelegt. Bei Stadt- und U-Bahnen mit stufenfreien Einstiegen liegen die Bahnsteighöhen zwischen 800 mm und 925 mm (Großprofil der U-Bahn Berlin).

## Übersicht
Um einen barrierefreien Einstieg in Bahnfahrzeuge zu ermöglichen, wird langfristig angestrebt, dass die Züge jeder ÖPNV-Linie ausschließlich an Bahnsteigen gleicher Höhe halten. Da jedoch Bahnsteige eine lange Nutzungsdauer haben und Umbauten teuer sind, gibt es auch Schienenfahrzeuge (wie die Siemens Desiro HC im Netz Elbe-Spree), die an mehreren Bahnsteighöhen einen barrierefreien Einstieg bieten. Folgendes sind Bahnsteighöhen, die standardisiert sind und langfristig weiterhin eingesetzt werden sollen. (Zu anderen Höhen siehe weiter unten.)
| Bahnsteighöhe | Einsatzzweck | Typische Fahrzeuge | Beispiele |
| ------------- | --- | --- | --- |
| 960 mm        | Ausschließlich für existierende Stadtschnellbahnen inklusive Erweiterung bestehender Netze. An diesen Bahnsteigen halten in der Regel nur S-Bahn-Züge. Große Bahnhöfe haben dazu getrennte Bahnsteige für die S-Bahn und andere Verkehre. | Die Triebzüge der DB-Baureihe 420 wurde seit 1972 in mehreren Netzen eingesetzt. Die Einheiten der Reihe 430 sind die neueste Bauart, die netzübergreifend eingesetzt werden können. | S-Bahnen in Berlin, Hamburg, München, Stuttgart, Frankfurt (Rhein/Main) sowie dem Ruhrgebiet. |
| 760 mm        | Standardhöhe für Eisenbahnen in Deutschland. In fast allen großen Bahnhöfen Deutschlands mindestens auf Bahnsteigen für Fernverkehrszüge (ICE, IC, EC, Nachtzüge) eingesetzt, oft aber auch an allen Bahnsteigen (außer oben genannten S-Bahn-Netzen, falls vorhanden). | Die meisten Fernverkehrszüge in Deutschland haben Trittstufen an den Wageneingängen, welche (oft durch bahnsteigbündige Klapptritte) vom 760-mm-Bahnsteig am bequemsten zu erreichen sind. ICE halten fahrplanmäßig fast ausschließlich an Bahnsteigen mit einer Höhe von 760 mm. Einen barrierefreien Einstieg auf dieser Höhe erlaubten zuerst die Einheiten der S-Bahn-Baureihe 424, und seitdem gibt es viele Triebzüge und auch Doppelstockwagen, die an Bahnsteigen mit dieser Höhe barrierefrei erreichbar sind. Einstöckige Triebzüge mit 760 mm Einstiegshöhe sind je nach Bauart nicht immer durchgängig stufenfrei begehbar. So weisen die Talent 2 Stufen zwischen den Wagenübergängen auf, andere wie die FLIRT nur leichte Rampen. Grundsätzlich sind solche Fahrzeuge mit entsprechender Ausstattung auch im Fernverkehr einsetzbar. In Deutschland ist dies bisher aber nicht der Fall. Erwähnenswert sind hier auch die ICE L als barrierefrei bei 760 mm Bahnsteighöhe begehbare Fernverkehrszüge. | Die meisten Bahnsteige in Deutschland hat München Hbf. Neben den vier Bahnsteigkanten der S-Bahn mit einer Höhe von 960 mm gibt es im Bahnhof einschließlich der beiden Flügelbahnhöfe 34 Bahnsteigkanten, alle mit einer Höhe von 760 mm Höhe. Frankfurt (Main) Hbf besitzt 24 Bahnsteigkanten dieser Höhe, wobei drei auf einem Teilabschnitt auf 550 mm abgesenkt sind. Im Bahnhof Hannover Hbf gibt es ausschließlich Bahnsteige dieser Höhe (13 Bahnsteigkanten). |
| 550 mm        | Höhe für Regionalbahnsteige, an denen Niederflurfahrzeuge verkehren. Wird eingesetzt, um feste Trittstufen an Fahrzeugen zu vermeiden, wenn an denselben Linien noch niedrige Altbahnsteige vorhanden sind. Der Einstieg ins Fahrzeug ist dann an Bahnsteigen mit einer Höhe von 550 mm barrierefrei und an den Altbahnsteigen auch ohne Trittstufen möglich (Optional durch einen Schiebetritt erleichtert). Doppelstockwagen mit Einstiegen im Unterstock sind konstruktiv einfacher an diese Bahnsteighöhe anzupassen, und die Rampen im Wageninneren sind weniger steil. Zusätzlich sind fahrzeuggebundene Hubrampen möglich, die insbesondere für Rollstuhlbenutzer den Zugang ohne weitere Hilfsmittel zu Bahnsteigen mit einer Höhe von 760 mm ermöglichen. In umgekehrter Richtung ist das deutlich aufwändiger. In einigen großen Bahnhöfen gibt es eigene Nahverkehrsbahnsteige mit dieser Höhe, so dass ein barrierefreies Umsteigen zwischen Fahrzeugen unterschiedlicher Einstiegshöhe möglich ist. | Für Nebenbahnen begann in den 1990er Jahren das Zeitalter der Niederflur-Dieseltriebzüge. Deren zahlenmäßig wichtigste Vertreter sind die Typen Talent, LINT und Regio-Shuttle. Deren Niederflureinstieg kann für 550 oder 760 mm Bahnsteighöhe optimiert werden, wobei die 550-mm-Variante am häufigsten bestellt wurde, da sie auch den Einstieg an noch niedrigeren Bahnsteigen ermöglicht. Auf elektrisch betriebenen Linien verkehrten bis zum Jahr 2004 fast ausschließlich Doppelstockwagen mit dieser Einstiegshöhe. Seit dem wurden viele einstöckige Triebzüge mit 550 mm Einstiegshöhe beschafft: FLIRT, Talent 2 und Coradia Continental, Desiro ML und Mireo. Im Gegensatz zu Fahrzeugen mit 760 mm Einstiegshöhe sind diese 550-mm-Varianten jedoch nicht durchgängig stufenlos begehbar. Im deutschen Fernverkehr verfügen die IC2 (KISS) und die Steuerwagen der IC2-Doppelstockwendezüge über barrierefreie Einstiege bei einer Bahnsteighöhe von 550 mm.                                           | Große Bahnhöfe mit getrennten Regional- und Fernverkehrsbahnsteigen (550 und 760 mm) sind Erfurt Hbf, Leipzig Hbf, Dresden Hbf und Dessau Hbf. Große Bahnhöfe mit Bahnsteigen, die ausschließlich eine Höhe von 550 mm aufweisen, gibt es in Deutschland nur selten. Nennenswert sind: Marburg (Lahn), Pforzheim Hbf, Rostock Hbf und Cottbus Hbf. |
| 380 mm        | Aufgrund von Bestandsschutz wird diese Bahnsteighöhe noch für viele Jahrzehnte vorhanden sein, auch wenn im Sinne der Barrierefreiheit Bahnsteige mit 550 oder 760 mm nötig wären. Noch in den 1990er Jahren wurden Bahnsteige mit dieser Höhe neugebaut, beispielsweise bei Haltepunkten an den Strecken Berlin–Halle, Trebnitz–Leipzig und Leipzig–Dresden Lediglich beim reinen Betrieb von Straßenbahnfahrzeugen wird diese Höhe auch noch bei Neubauten und Sanierung verwendet. | Die Alstom RegioCitadis der RegioTram Kassel sind bei Bahnsteigen mit einer Höhe von 380 mm barrierefrei erreichbar, die Citylink der City-Bahn Chemnitz an den äußeren Einstiegen mit weißen Türblättern. | Kassel Hbf (tief), Kombibahnsteig in Hofgeismar |

## Geschichte

### Situation im Deutschen Reich ab 1905
Die ab 1. Mai 1905 gültige Eisenbahn-Bau- und Betriebsordnung (BO) legte in § 13 Abs. 1 fest: „Die Kanten der Personenbahnsteige sind in der Regel 0,76 oder 0,38 m über Schienenoberkante zu legen, jedoch sind Bahnsteige von weniger als 0,38 m Höhe zulässig. In Krümmungen ist auf die Gleisüberhöhung Rücksicht zu nehmen.“

### Situation im Deutschen Reich ab 1928
Die ab 1. Oktober 1928 gültige Eisenbahn-Bau- und Betriebsordnung (BO) legte in § 13 Abs. 1 fest: „Die Kanten der Personenbahnsteige sind in der Regel 0,76 oder 0,38 m über Schienenoberkante zu legen, jedoch sind Bahnsteige von weniger als 0,38 m Höhe zulässig. In Gleiskrümmungen ist auf Überhöhung des äußeren Stranges Rücksicht zu nehmen.“

### Situation Bundesrepublik Deutschland ab 1967
In der Erstfassung der EBO von Mai 1967 waren als Regelhöhen für Bahnsteige 380 und 760 mm über Schienenoberkante vorgesehen. Neu eingeführt wurde die Möglichkeit, mit besonderer Genehmigung höhere Bahnsteige anzulegen.
§ 13 besagt bezüglich der Höhe: „Die Kanten der Personenbahnsteige sind in der Regel 0,76 m oder 0,38 m über Schienenoberkante zu legen, jedoch sind Bahnsteige von weniger als 0,38 m Höhe und mit besonderer Genehmigung (§3 Abs. 2) von mehr als 0,76 m Höhe zulässig.“

### Situation DDR ab den 1970er Jahren
In der DDR wurden ab 1974 Doppelstockeinzelwagen mit Einstiegen im Unterstock eingesetzt und dazu für einen stufenlosen Einstieg 550 mm als weitere Regelhöhe definiert. Dies entsprach einer Norm der UIC.

## Situation ab 1990

### Beitritt des Staatsgebiets der DDR zum Geltungsbereich des Grundgesetzes 1990
Durch den Beitritt des Staatsgebiets der DDR zum Geltungsbereich des Grundgesetzes nach Art. 23 GG a.F. galt die EBO grundsätzlich auch im Beitrittsgebiet. In den fünf neuen Bundesländern war die Höhe 550 mm weiter verbreitet als im alten Bundesgebiet.

### Änderung der Eisenbahn-Bau- und Betriebsordnung 1991
Mit der Dritten Verordnung zur Änderung der Eisenbahn-Bau- und Betriebsordnung wurden im Mai 1991 die Bestimmungen über Bahnsteighöhen enger gefasst, um eine langfristige Vereinheitlichung zu fördern und Erschwernisse von Personen mit Nutzungsschwierigkeiten zu mindern. Als Regelhöhen bei Neubauten oder umfassenden Umbauten sind seither nur noch 760 mm vorgesehen, 960 mm sind bei ausschließlichem Halt von Stadtschnellbahnzügen zugelassen. Höhen von weniger als 380 mm und mehr als 960 mm sind seither nicht mehr zulässig. Den Eisenbahn-Infrastrukturunternehmen wurde ermöglicht, in eigenen Vorschriften weitere Standardhöhen für bestimmte Anwendungsfälle zu definieren. Bei Bahnen, die als Straßenbahnen nach der BOStrab betrieben werden, soll der Bahnsteig nicht höher als der Fahrzeugboden liegen, bei Einsatz von Niederflurfahrzeugen beträgt die Bahnsteighöhe somit meist etwa 300 mm, etliche Stadtbahnsysteme nutzen aber auch Hochbahnsteige. Die Bau- und Betriebsordnung für Schmalspurbahnen macht keine Vorgaben zur Bahnsteighöhe.

### Bestandsabfrage im Bundestag 1997 und deren Beantwortung mit Text von 1994
In einer Kleinen Anfrage im Bundestag wird nach Bestandsdaten aufgeschlüsselt nach „96, 76, 55, 38 und unter 38 cm“ gefragt. In der Antwort vom 18. September 1997 teilt die Bundesregierung mit: „Nach dem Kommentar zur Eisenbahn-Bau- und Betriebsordnung (Thoma/Paetzold/Wittenberg, 2. Auflage 1994) weisen 53 % der Bahnsteige eine Höhe von weniger als 0,38 m, 12 % von 0,76 m und 4 % von 0,96 m über Schienenoberkante auf.“

### Bahnsteighöhenkonzept 2011
2011 einigten sich die Deutsche Bahn und die Bundesländer auf eine Reform des Bahnsteighöhenkonzepts. Im Zuge von Sanierungen sollten Einheitlichkeit und Barrierefreiheit erreicht werden. Als Regelhöhe wurden 760 mm Bahnsteighöhe festgeschrieben; in begründeten Ausnahmefällen 550 mm zugelassen.
Mit dem Bahnsteighöhenkonzept 2011 wurde erstmals eine konzeptionelle, bundesweite Festlegung für die Bahnsteighöhe getroffen. Eine vertragliche Vereinbarung über Bahnsteighöhen (Zielhöhen bei Neu- und Umbauten) wurde bisher ausschließlich mit der Bayerischen Eisenbahngesellschaft (BEG) getroffen.
2014 hatten 32,6 % der Bahnsteiglänge der DB Station&Service eine Höhe von 760 mm, 19,5 % war 550 mm hoch und 21,2 % nur 380 mm. 18,2 % war niedriger als 380 mm, 8,4 % war 960 mm oder 1030 mm hoch. 1,5 Kilometer der Bahnsteige hatte eine Sonderhöhe.
2014 schreibt die DB AG: „In einigen Regionen dominieren heute 55-cm-Bahnsteige, welche überwiegend in den letzten zwei Jahrzehnten errichtet wurden. Ein Wechsel auf eine abweichende Bahnsteighöhe wäre somit wirtschaftlich nicht vertretbar.“
An der Strecke Berlin–Dresden wurden von 18 zu sanierenden Bahnsteigen auf Brandenburger Gebiet zehn mit 760 mm und acht mit 550 mm geplant. Das Land wollte 550 mm, die Deutsche Bahn 760 mm. Das Eisenbahnbundesamt behauptet angeblich, dass „höhere Zuggeschwindigkeiten höhere Bahnsteige erfordern“. Das technische Regelwerk der Deutschen Bahn AG sieht für Bahnsteige mit Vorbeifahrten mit mehr als 160 km/h eine Bahnsteighöhe von 760 mm vor.

### TSI Infrastruktur als EU-Verordnung 2015

Standard bei Neubau:
grün: 550 mm,
blau: 760 mm,
türkis: 550 und 760 mm

Seit 1. Januar gilt aufgrund der EU-Verordnung Nr. 1299/2014 der Europäischen Kommission vom 18. November 2014 die TSI Infrastruktur direkt. Dort heißt es unter 4.2.9.2: „Für Bogenhalbmesser von 300 m und mehr muss die nominelle Bahnsteighöhe 550 mm oder 760 mm über der Schienenoberkante betragen“. Anwendungsbereich ist das „transeuropäisches Eisenbahnsystem“, definiert als das konventionelle transeuropäische Eisenbahnsystem und das transeuropäische Hochgeschwindigkeitsbahnsystem im Sinne des Anhangs I Nummern 1 beziehungsweise 2, die sich wiederum auf „Entscheidung Nr. 1692/96/EG“ beziehen.

### Infrastrukturzustands- und -entwicklungsberichte 2015–2017
Im Infrastrukturzustands- und -entwicklungsbericht (IZB) 2014 gibt die Deutsche Bahn AG auf Seite 167 ff. die Verteilung der Bahnsteighöhen nach Nettolängen und eine „Verteilung der Reisenden je Tag auf Bahnsteighöhen“ an. In den IZB 2015 (S. 154), 2016 und 2017 wird im Abschnitt „A2) Bahnsteighöhen“ grafisch nur eine „Verteilung der Reisenden je Tag auf Bahnsteighöhen [%]“ angegeben.

## Situation ab 2017
Die Deutsche Bahn stellte ein neues Bahnsteighöhenkonzept vor, und das BMVI verschickte ein Rundschreiben an die Verkehrsbehörden der Länder. Laut beiden Dokumenten soll verstärkt die Höhe von 760 mm gefördert werden, von den 550 mm für den Regionalverkehr wird abgerückt. Dies ruft Widerstand mehrerer Bundesländern und anderer Einrichtungen hervor. Auf der Verkehrsministerkonferenz im April 2018 wird ein Vorschlag zur Änderung der EBO beschlossen.

### Bahnsteighöhenkonzept 2017
Das Bahnsteighöhenkonzept ist aus Sicht der DB erforderlich, um die Barrierefreiheit zu verbessern: Reisende, die beispielsweise in Berlin nach Dresden bei 76 cm stufenlos in einen Zug einsteigen, finden in Brandenburg niedrigere Bahnsteige vor, was eine Stufe beim Ausstieg zur Folge hat. In Dresden steigen die Reisenden dann wieder stufenlos aus.
Das Bahnsteighöhenkonzept legt daher Zielhöhen fest, die die Deutsche Bahn langfristig erreichen will. Damit werden die Vorgaben der EBO (siehe oben) umgesetzt und die in der EBO genannten Ausnahme angewandt. Da das Bahnsteighöhenkonzept 2017 keine Baumaßnahmen auslöst, sondern erst bei vorliegendem technischem Bedarf umgesetzt wird, treten keine zusätzlichen Kosten auf. Entsprechend geht die DB von einer Umsetzungsdauer von 30 bis 40 Jahren aus.
Der vielfach geteilte Hinweis auf die Kosten von 250 Mio. EUR/Jahr bis 2053 ist falsch und basiert auf einer Fehlinterpretation interner Unterlagen der DB.

### Schreiben des BMVI zur Dritten Leistungs- und Finanzierungsvereinbarung im Januar 2017
Mit Schreiben vom 5. Januar 2017 informierte das Bundesministerium für Verkehr und digitale Infrastruktur (BMVI) die Obersten Verkehrsbehörden der Länder, dass in der dritten Leistungs- und Finanzierungsvereinbarung (LuFV III) zwischen dem BMVI und der Deutschen Bahn AG die Anreize zum Bau von Bahnsteigen mit einer Höhe von 760 mm verstärkt werden sollen.
Laut einem Bericht der Wirtschaftswoche vom 21. Februar 2017 schrieb Staatssekretär Enak Ferlemann (CDU) kurz zuvor an die Verkehrsbehörden der Länder: „Da man bei den Bahnsteigen von einer langen Nutzungsdauer nach einem Umbau auszugehen hat, soll für die Bahnsteige der Strecken der Eisenbahnen des Bundes zukünftig noch stringenter die Regelbahnsteighöhe von 0,76 Metern eingehalten werden.“
Laut WiWo vermutet Thomas Geyer vom Zweckverband Schienenpersonennahverkehr Rheinland-Pfalz Nord als Grund, dass der Bund versuche, durch die höheren Bahnsteige „das unberechtigte Queren der Gleise unterbinden zu können“. Die DB AG bestätigt, dass 760 mm die optimale Bahnsteighöhe für die ICE-Einheiten seien, dementierte allerdings „vehement“, dass Ronald Pofalla (CDU), seit 1. Januar 2015 im Vorstand der DB AG und seit 2017 zuständig für Infrastruktur, seine Hand im Spiel habe. Die Initiative sei allein eine Entscheidung des Bundesverkehrsministeriums gewesen.
Etwa 2017 hatten laut einem Bericht des Nachtmagazins der ARD vom 23. August 2017 Bahnsteige mit einer Höhe von 550 mm bundesweit einen Anteil von 37 %, in Thüringen 95 % und in Rheinland-Pfalz 59 %. Die gleichen Zahlen nennt am 18. Oktober 2017 das ARD-Magazin Plusminus und zusätzlich: Anteil der Höhe 550 mm in Nordrhein-Westfalen 7 %, Bayern 36 %, Saarland 71 % und Baden-Württemberg 54 %. Laut Plusminus verlange das Bundesverkehrsministerium, „zukünftig noch stringenter die Regelbahnsteighöhe von 0,76 m“ einzuhalten, denn nur so lasse sich „die Technische Einheitlichkeit im Eisenbahnwesen erzeugen“.
In der dritten Leistungs- und Finanzierungsvereinbarung zwischen dem Bundesministerium für Verkehr und digitale Infrastruktur (BMVI) und der DBAG, die ab 2020 gelten soll, will das BMVI die Anreize für den Bau von 760 mm hohen Bahnsteigen verstärken.

### Kritik am neuen Höhenkonzept
Das baden-württembergische Verkehrsministerium befürchtet deshalb Verzögerungen bei laufenden Planungen und kritisiert wie der Deutsche Bahnkunden-Verband, dass die Mehrheit der Nachbarländer ebenfalls eine Bahnsteighöhe von 550 mm anstrebt. Kritik kam auch von den ostdeutschen Bundesländern, die sich an den bisherigen Bahnsteighöhenkonzepten der Deutschen Bahn bei Beschaffung von Fahrzeugen (u. a. Doppelstockwagen mit Tiefeinstieg), Neubauten wie dem City-Tunnel Leipzig sowie der Sanierung bestehender Stationen orientierten, welche für viele Strecken 550 mm hohe Bahnsteige vorsahen. So haben in Thüringen von 457 Bahnsteigen lediglich 13 eine Höhe von 760 mm, in Mecklenburg-Vorpommern sind es 18 von 366.
Zu den Aufhöhungsplänen auf 760 mm der DB AG meint Wolfgang Ball, Pressesprecher der Nahverkehrsservice Sachsen-Anhalt: „Das finden wir überhaupt nicht gut, und wir können auch den Sinn dieser Sache nicht sehen.“
Infolge der einstimmigen Aufforderung durch die Verkehrsministerkonferenz wurde im Januar 2018 vereinbart, dass die Länder neue Konzepte unter der Zielstellung erarbeiten, ein Höchstmaß an Barrierefreiheit zu erreichen. Als erstes Bundesland teilte Rheinland-Pfalz im April 2018 mit, dass es sich mit der Deutschen Bahn über das weitere Verfahren bei Stationsausbauten geeinigt habe. Der Kompromiss entspricht weitgehend dem Bahnsteighöhenkonzept von 2011, welches 550 mm hohe Bahnsteige auf etlichen Strecken vorsieht.
In Thüringen gab es 2018 Widerstand gegen eine allgemeine Erhöhung auf 760 mm; laut Infrastrukturministerin Birgit Pommer lehne das Land die Erhöhung grundsätzlich ab. Seit Anfang der 1990er Jahre seien in Thüringen rund 60 Bahnsteige mit 380 mm, rund 200 mit 550 mm und 13 mit 760 mm gebaut worden.
Das Verkehrsministerium in Niedersachsen hat Bedenken gegenüber dem neuen Konzept. Landesweit gebe es noch rund 150 Bahnhöfe mit niemals modernisierten, maximal 39 Zentimeter hohen Bahnsteigen: „Daher ist es aus Sicht des Landes deutlich wichtiger, diese Bahnsteige zu erhöhen, als eine Vereinheitlichung von 76 Zentimeter hohen Bahnsteigen zu fordern.“ Niedersachsen werde kein Geld mehr in den Umbau von Haltepunkten investieren, wenn die auf Landesebene getroffenen Vereinbarungen einseitig aufgelöst würden.

### Bestand 30. November 2017

Medianhöhe 30. November 2017:
grün: 550 mm,
blau: 760 mm,
violett: 960 mm

| Bundesland             | Bahnsteighöhen | Bahnsteighöhen | Bahnsteighöhen | Bahnsteighöhen | Bahnsteighöhen | Bahnsteighöhen | Bahnsteighöhen | Bahnsteighöhen | Bahnsteighöhen | Bahnsteighöhen | Bahnsteighöhen | Bahnsteighöhen | Bahnsteighöhen | Bahnsteighöhen | Bahnsteighöhen | Bahnsteighöhen | Bahnsteighöhen |
| -                      | < 380 mm       | < 380 mm       | 380 mm         | 380 mm         | 550 mm         | 550 mm         | 760 mm         | 760 mm         | 850 mm         | 850 mm         | 960 mm         | 960 mm         | 1030 mm        | 1030 mm        | Gesamt         | Statistik      | Statistik      |
| -                      | abs.           | %              | abs.           | %              | abs.           | %              | abs.           | %              | abs.           | %              | abs.           | %              | abs.           | %              | abs.           | Median         | Modus          |
| ---------------------- | -------------- | -------------- | -------------- | -------------- | -------------- | -------------- | -------------- | -------------- | -------------- | -------------- | -------------- | -------------- | -------------- | -------------- | -------------- | -------------- | -------------- |
| Baden-Württemberg      | 241            | 18,9           | 253            | 19,8           | 381            | 29,9           | 322            | 25,2           | 7              | 0,5            | 79             | 6,2            |                | 0              | 1276           | 550 mm         | 550 mm         |
| Bayern                 | 391            | 24,8           | 395            | 25,1           | 232            | 14,7           | 394            | 25,0           |                | 0              | 157            | 10,0           |                | 0              | 1576           | 550 mm         | 380 mm         |
| Berlin                 | 0              | 0              | 2              | 1,0            | 6              | 2,9            | 37             | 17,6           |                | 0              | 118            | 56,2           | 47             | 22,4           | 210            | 960 mm         | 960 mm         |
| Brandenburg            | 142            | 27,7           | 28             | 5,5            | 128            | 25,0           | 175            | 34,2           |                | 0              | 28             | 5,5            | 11             | 2,1            | 512            | 550 mm         | 760 mm         |
| Bremen                 | 1              | 3,7            | 4              | 14,8           |                | 0              | 22             | 81,5           |                | 0              |                | 0              |                | 0              | 27             | 760 mm         | 760 mm         |
| Hamburg                | 0              | 0              | 1              | 1,2            |                | 0              | 19             | 23,5           |                | 0              | 61             | 75,3           |                | 0              | 81             | 960 mm         | 960 mm         |
| Hessen                 | 173            | 21,9           | 148            | 18,8           | 161            | 20,4           | 236            | 29,9           | 1              | 0,1            | 70             | 8,9            |                | 0              | 789            | 550 mm         | 760 mm         |
| Mecklenburg-Vorpommern | 61             | 21,6           | 42             | 14,9           | 161            | 57,1           | 18             | 6,4            |                | 0              |                | 0              |                | 0              | 282            | 550 mm         | 550 mm         |
| Niedersachsen          | 59             | 9,1            | 72             | 11,1           | 157            | 24,3           | 358            | 55,3           |                | 0              | 1              | 0,2            |                | 0              | 647            | 760 mm         | 760 mm         |
| Nordrhein-Westfalen    | 96             | 8,2            | 219            | 18,7           | 43             | 3,7            | 633            | 54,0           |                | 0              | 181            | 15,4           |                | 0              | 1172           | 760 mm         | 760 mm         |
| Rheinland-Pfalz        | 183            | 25,5           | 126            | 17,6           | 143            | 19,9           | 165            | 23,0           |                | 0              |                | 0              |                | 0              | 717            | 550 mm         | <380 mm        |
| Saarland               | 46             | 38,7           | 8              | 6,7            | 45             | 37,8           | 20             | 16,8           |                | 0              |                | 0              |                | 0              | 119            | 550 mm         | 550 mm         |
| Sachsen                | 226            | 34,6           | 96             | 14,7           | 305            | 46,7           | 26             | 4,0            |                | 0              |                | 0              |                | 0              | 653            | 550 mm         | 550 mm         |
| Sachsen-Anhalt         | 97             | 19,4           | 124            | 24,8           | 212            | 42,3           | 68             | 13,6           |                | 0              |                | 0              |                | 0              | 501            | 550 mm         | 550 mm         |
| Schleswig-Holstein     | 3              | 1,4            | 42             | 19,4           | 34             | 15,7           | 128            | 59,3           |                | 0              | 9              | 4,2            |                | 0              | 216            | 760 mm         | 760 mm         |
| Thüringen              | 127            | 28,0           | 93             | 20,5           | 220            | 48,6           | 13             | 2,9            |                | 0              |                | 0              |                | 0              | 453            | 550 mm         | 550 mm         |
| Gesamt                 | 1846           | 20             | 1653           | 17,9           | 2328           | 25,2           | 2634           | 28,5           | 8              | 0,1            | 704            | 7,6            | 58             | 0,6            | 9231           | 550 mm         | 760 mm         |
| Ost                    | 653            | 25,0           | 385            | 14,7           | 1032           | 39,5           | 337            | 12,9           | 0              | 0              | 146            | 5,6            | 58             | 2,2            | 2611           | 550 mm         | 550 mm         |
| West                   | 1193           | 18,0           | 1268           | 19,2           | 1296           | 19,6           | 2297           | 34,7           | 8              | 0,1            | 558            | 8,4            | 0              | 0              | 6620           | 550 mm         | 760 mm         |

### Verkehrsministerkonferenz am 19./20. April 2018
Die Bahnsteighöhen waren Thema der Verkehrsministerkonferenz am 19./20. April 2018 Es wurde beschlossen:
„Die Verkehrsministerkonferenz schlägt folgende Änderung der Eisenbahn-Bau- und Betriebsordnung (EBO) vor:
a) In § 2 Absatz 3 EBO ist die Anforderung aufzunehmen, dass die Aufstellung der Programme unter Beteiligung der Länder und der SPNV-Aufgabenträger erfolgt.
b) In § 13 Absatz 1 Satz 1 EBO sollen Bahnsteige mit einer Höhe von 55 cm ü. SO Bahnsteigen mit einer Höhe von 76 cm ü. SO als Regelbahnsteighöhe gleichgestellt werden.
c) In § 13 Absatz 1 Satz 2 EBO ist die Regelung, dass Bahnsteige, an denen ausschließlich Stadtschnellbahnen halten, auf eine Höhe von 0,96 m über Schienenoberkante gelegt werden sollen, durch eine Kann-Vorschrift zu ersetzen.
Die Verkehrsministerkonferenz bittet das Vorsitzland des Arbeitskreises Bahnpolitik,
über den Bundesrat einen entsprechenden Gesetzentwurf zur Änderung von § 2 und § 13 EBO in das Gesetzgebungsverfahren einzubringen.“

### Regelung in der Leistungs- und Finanzierungsvereinbarung III 2020
Gemäß Anlage 13.2.2, Abschnitt 3.2.2 Bahnsteighöhe – Zielhöhe [H] gemäß Bahnsteighöhenkonzept (BSHK) der Leistungs- und Finanzierungsvereinbarung III wurden auf Basis des Bahnsteighöhenkonzepts der DB AG von 2011 Regelungen für die Zielwertbemessung festgelegt. Es gilt der Grundsatz Regelhöhe 76 cm (bzw. 96 cm bei Stadtschnellbahnen); keine Ausnahme im Hauptnetz und in Ballungsräumen. Ziel: Durchgängiger, niveaufreier Ein- und Ausstieg.
Ausnahmen (vereinfacht):
- Bahnsteighöhe 55 cm außerhalb des Hauptnetzes, wenn die Mehrzahl der Bahnsteige einer Linie bereits diese Höhe hat (Regel 1, Regel 4), oder im Hauptnetz, wenn die Bahnhöfe zusätzlich innerhalb oder maximal 20 km außerhalb eines Verdichtungsraums liegen und mindestens dreimal pro Stunde angefahren werden (Regel 3).
- Bahnsteighöhe 55 cm an Linien der RegioTrams und Bahnsteigen, an denen keine überregionalen Linien halten (Regel 2a).
- Bahnsteighöhe 38 cm für Bahnsteige, an denen ausschließlich RegioTrams mit 38 cm Einstiegshöhe halten (Regel 2b).
- Bahnsteighöhe 55 cm im Hauptnetz für grenzüberschreitende Linien, die nicht weiter als 70 km im Landesinneren enden (Regel 5).
- Bahnsteighöhe 55 cm im Hauptnetz übergangsweise, wenn noch mindestens 20 Jahre Fahrzeuge mit 55-cm-Einstiegen verwendet werden (Regel 6).
- Bahnsteighöhe 55 cm innerhalb und außerhalb des Hauptnetzes, wenn dies Lademaßüberschreitungen, z. B. bei Schrägblechtransporten, notwendig machen.
- Ausnahmefälle laut Bahnsteighöhenkonzept und Härtefälle.

Bei allen Ausnahmen außer den beiden Letztgenannten müssen zudem die Bahnsteige für Linien mit abweichenden Höhen von den Bahnsteigen für Linien mit 76 cm/96 cm separiert werden können. In diesem Fall haben die Bahnsteige eines Bahnhofs je nach bedienter Linie unterschiedliche Höhen.

### Infrastrukturzustands- und -entwicklungsbericht 2021
Für die Erhöhung von Bahnsteigen der DB von unter 380 mm auf eine Zielhöhe wurden im Berichtszeitraum 95 Mio. EUR verwendet.
Im Jahr 2021 gibt es 3029 aktive Bahnsteige der DB Station&Service AG mit einer Höhe kleiner 550 mm. Die Gesamtzahl der Bahnsteige beträgt 9257, davon 18 inaktive und 9239 aktive.(S. 280)
Der Bericht enthält unter der Überschrift „Bahnsteighöhen“ auch Angaben zur Anzahl der Reisenden (S. 196) und zur Gesamtnettobahnsteiglänge aufgeschlüsselt nach Bahnsteighöhen (S. 197). Unter der Überschrift „Bahnsteighöhenkonzept“ wird auf das 2011er Konzept verwiesen und eine teilweise stufenweise Umsetzung beschrieben.(S. 243) Unter der Überschrift „Entwicklung der Bahnsteighöhen“ (S. 281) wird die Nettobahnsteiglänge je Bahnsteighöhe im Zeitablauf angegeben. Von 2016 bis 2021 erhöhte sie sich für 760 mm um 46,8 km und für 550 mm um 55,3 km.

## S-Bahn Systeme

### 960 mm und kompatible
Die teilweise über hundert Jahre alten S-Bahn-Systeme in Berlin, Hamburg, München, Stuttgart, Frankfurt (Rhein/Main) und Köln (Rhein/Sieg) haben eine reguläre Bahnsteighöhe von 960 mm. In diesen Systemen werden fast alle S-Bahnsteige exklusiv von der S-Bahn genutzt. Eine der Ausnahmen ist die Bayerische Oberlandbahn, deren Züge in München an den 960 mm hohen Bahnsteigen der S-Bahn halten. Im Raum Köln ist vorgesehen, dass Bahnsteige, die sowohl von der Kölner S-Bahn als auch anderen Linien benutzt werden, als Kombibahnsteige mit 760 mm und 960 mm Höhe ausgeführt werden. Die Fahrzeuge der Systeme in München, Stuttgart, Frankfurt (Main) und Köln entsprechen denselben Normen; es werden teilweise dieselben Bauarten verwendet, und Fahrzeuge wurden in der Vergangenheit auch bei Bedarf schon zwischen den Netzen ausgetauscht.
Die S-Bahnen in Hamburg und Berlin hingegen verwenden unterschiedliche Spannungen (1200 V= bzw. 750 V=) und Stromabnehmer sowie durch die Zwangspunkte in den Tunnelanlagen der Berliner Nordsüd-S-Bahn Abweichungen beim Umgrenzungsprofil, sodass ein Wagenaustausch nicht möglich ist.
Im Netz der S-Bahn Berlin wurden die Bahnsteige bei Neu- und grundlegenden Umbauten von 960 auf 1030 mm erhöht, um den verbliebenen Niveauunterschied beim Einstieg zu verkleinern. Bei der Übernahme der Strecken in West-Berlin durch die BVG 1984 wurde dieses Konzept fortgeführt. Mittlerweile ist aber auch in Berlin der Standard wieder 960 mm und wird bei Umbauten und Sanierungen angewendet.

### 760 mm
Die S-Bahn-Systeme in Nürnberg und im Ruhrgebiet verwenden sowohl 960 mm als auch 760 mm hohe Bahnsteige mit dem langfristigen Ziel, nur 760 mm zu verwenden, um die Erweiterung des Netzes und die Verknüpfung mit anderen Verkehren einfacher zu machen. In Nürnberg wurden seit 2010 die ersten Fahrzeuge mit Einstieg für 760 mm in Betrieb genommen, als das Netz um drei neue Strecken erweitert wurde, an denen die Bahnsteige oft schon diese Höhe hatten. Der Einsatz von x-Wagen mit 960 mm Einstiegshöhe auf den alten Strecken endete im Dezember 2023, jedoch sind noch nicht alle Bahnsteige auf 760 mm Höhe umgebaut.
Die seit dem Jahr 2000 in Betrieb genommenen S-Bahnen in Hannover, Mannheim/Heidelberg (Rhein/Neckar) und Bremen haben eine Bahnsteighöhe von 760 mm. In diesen Systemen halten teilweise auch Regional- und Fernzüge am selben Bahnsteig. An den meisten Stationen ist dies sogar die Regel; es gibt außerhalb der zentralen Knoten keine besonderen S-Bahnsteige.
Nicht nur die Bahnsteighöhen entsprechen in den genannten S-Bahn-Netzen dem Regionalverkehr, sondern auch die Züge sind teilweise Regionalzügen sehr ähnlich oder baugleich. In Deutschland haben bereits Siemens (Desiro ML/Mireo), Stadler (FLIRT), Alstom (Coradia Continental, sowie Wartung für Bombardier Talent 2 und 3) und CAF (Civity) kompatibles Rollmaterial verkauft.
Die Regio-S-Bahn Donau-Iller (Region Ulm) nimmt eine Sonderstellung ein: Hier verkehren auf den elektrisch betriebenen Linien Fahrzeuge mit einer Einstiegshöhe von 800 mm, während die Dieseltriebwagen für einen Einstieg bei 550 mm ausgelegt sind. Ebenfalls gemischt ist das System der Magdeburger S-Bahn, das auf seiner einzigen Linie Bahnsteige mit sowohl 760 mm (im Raum Stendal) als auch 550 mm (im Raum Magdeburg) aufweist. Es verkehren dort Züge der Baureihe 425, welche als einzige S-Bahn-Fahrzeuge in Deutschland feste Trittstufen im Türbereich aufweisen, sodass sie bei beiden Bahnsteighöhen nicht völlig barrierefrei sind. (Bei 550 mm eine Stufe, bei 760 mm höhengleich, aber große Lücke durch die Stufe.)

### 550 mm
Die S-Bahn-Systeme Mitteldeutschland (Halle/Leipzig), Rostock und Dresden stellen eine Ausnahme dar, da die Strecken jahrzehntelang mit Doppelstockwagen bedient wurden (in Rostock bis 2014, in Halle/Leipzig bis 2015, in Dresden bis heute). Die Einstiegshöhe ist hier 550 mm, was auch von den mittlerweile einstöckigen Zügen weiterhin eingehalten wird. Auch für die Bahnsteighöhe gibt es ein Angebot von Zügen aller großen Hersteller, da die Grundkonstruktion der Züge auf beide Höhen ausgelegt ist.
Eine weitere Ausnahme ist die Stadtbahn Karlsruhe, welche auch das grüne S-Logo der deutschen S-Bahnen benutzt. Deren Fahrzeuge haben Einstiegshöhen von 580 mm bzw. 340 mm. Die niederflurigen Straßenbahnzüge verkehren nur über Stecken, auf denen keine anderen Personenzüge verkehren. Die Linien S 1, S 11 und S 12 verkehren außerhalb von Karlsruhe auf Nebenbahnen nach EBO, sodass Bahnsteige mit 380 mm Höhe eingesetzt werden können. Die Linie S 2 verkehrt als reine Überlandstraßenbahn nach der BOStrab und verwendet entsprechend Straßenbahnsteige. Auf den weiteren Linien werden die Mittelflurfahrzeuge (580 mm Bodenhöhe) eingesetzt und teilen sich vielfach Bahnsteige mit auf denselben Strecken verkehrenden Regionalzügen.

## Situation nach Bundesland

### Länder mit Median 550mm

#### Baden-Württemberg
Bis 2017 gab es kein landesweit abgestimmtes Konzept, nach dem Bahnsteigzielhöhen für die jeweiligen Strecken festgelegt wurden. Die auszubauenden Bahnsteighöhen wurden bis dahin linienweise durch das Land festgelegt, wenn eine Modernisierung anstand. Dabei wurde in den meisten Fällen eine Höhe von 55 cm gewählt. 2017 hat die Deutsche Bahn ein Bahnsteighöhenkonzept für Baden-Württemberg vorgelegt, das einen einheitlichen Ausbau auf eine Höhe von 76 cm vorsah. Dieses Konzept wurde vom Land kritisiert, da die bisherigen Investitionen in Bahnsteigmodernisierungen dadurch in Frage gestellt würden. Im November 2017 einigten sich Bund und Land darauf, dass an Linien, bei denen ein durchgehender Ausbau auf 55 cm möglich ist, auch weiterhin so ausgebaut werden kann. Auf anderen Linien sollen sog. Hybridbahnsteige gebaut werden, die zum Teil beide Höhen aufweisen und nach einer Übergangszeit vollständig auf 76 cm umgebaut werden.
2018 brachte das Verkehrsministerium Baden-Württemberg ein Mischkonzept in die Diskussion zukünftiger Bahnsteighöhen ein. Dabei sollen die Strecken der S-Bahn Stuttgart Bahnsteige mit 96 cm bzw. im Mischverkehr mit 76 cm erhalten. Die Strecken der S-Bahn Rhein-Neckar und des Metropolexpress um Stuttgart sollen 76 cm Bahnsteighöhe erhalten. Die übrigen Strecken sollten ursprünglich (Stand 2018) Bahnsteige mit 55 cm Höhe erhalten. Insbesondere in den Zweisystemstadtbahnnetzen Karlsruhe, Heilbronn und Neckar-Alb wird eine notwendige Bahnsteighöhe von 55 cm gesehen, um Barrierefreiheit herzustellen. Das Konzept sieht Separierungsstationen vor, die Bahnsteige mit 76 cm und 55 cm besitzen und den barrierefreien Umstieg zwischen Zügen mit verschiedenen Einstieghöhen ermöglichen. Mit dem Konzept sollen die Kosten zur Herstellung vollständiger Barrierefreiheit möglichst geringgehalten werden und ein Großteil der bereits umgebauten Bahnsteige ohne Umbau weitergenutzt werden können.
Inzwischen ist für weitere Strecken eine Zielbahnsteighöhe von 76 cm Bahnsteighöhe vorgesehen. Dies betrifft beispielsweise die Strecken Ulm – Friedrichshafen – Lindau (mit Zwischenstufe 55 cm). Für Mischstrecken von regulären sowie Stadtbahnzügen sind „Hybridbahnsteige“ mit mehreren Bahnsteighöhen vorgesehen.
Die bestellten Doppelstocktriebzüge des Typs Alstom Coradia Max weisen einen barrierefreien Einstieg am „Standardbahnsteig mit 76 cm über der Schienenoberkante“ auf.

#### Bayern
Die Bayerische Eisenbahngesellschaft als SPNV-Aufgabenträger in Bayern hat im Jahr 2009 ein Zielbahnsteighöhenkonzept entwickelt. Dieses sieht bei Nebenbahnen und dieselbetriebenen Hauptbahnen zum Großteil einen Ausbau auf 55 cm Bahnsteighöhe vor. Elektrifizierte Hauptbahnen sollen überwiegend auf 76 cm ausgebaut werden. Dabei sind einige Ausnahmen vorhanden. Bei der S-Bahn München wird ein Ausbau auf 96 cm angestrebt.
Mit der Inbetriebnahme der zweiten Betriebsstufe der S-Bahn Nürnberg im Jahr 2010 wurden viele Stationen an den Linien S1 und S3 von 96 cm auf 76 cm Bahnsteighöhe zurückgebaut, da nur mit solchen Fahrzeugen die Erweiterungen nach Bamberg, Ansbach und Neumarkt im Mischverkehr mit anderen Zugkategorien umgesetzt werden konnten. Auf der Linie S2 zwischen Roth und Altdorf sind überwiegend noch Bahnsteige mit 96 cm bzw. 85 cm Höhe vorhanden, die zu einem späteren Zeitpunkt ebenfalls auf 76 cm zurückgebaut werden sollen.

#### Brandenburg
Regionalverkehrswagen haben in Brandenburg meist eine Einstiegshöhe passend zu 550-mm-Bahnsteigen. (Doppelstock-Wagen, Talent-2-Triebzüge sowie diverse Dieseltriebwagen.) In den vergangenen Jahren wurden durch Einsatz von Landesmitteln viele Stationen auf diese Bahnsteighöhe gebracht. Allerdings haben Bahnhöfe in großen Städten wie Potsdam Hauptbahnhof, Eberswalde Hbf, Frankfurt (Oder) Hbf, Brandenburg Hbf 760 mm hohe Bahnsteige, welche mit dem aktuellen Zugmaterial nicht barrierefrei sind.
An der Strecke Berlin – Dresden wurden Halte mit verschiedenen Bahnsteighöhen eingerichtet; zehn Bahnhöfen auf Brandenburger Gebiet mit 760 mm und die übrigen acht mit 550 mm. Das Land Brandenburg hatte wegen Barrierefreiheit durchgehend 550 mm befürwortet, die DB AG stimmte dem nicht zu.
In Fürstenberg/Havel soll laut Deutscher Bahn AG der Bahnsteig auf 760 mm erhöht werden.

#### Hessen
Die Bahnsteige im Bahnhof Lollar sollten von 380 mm auf 550 mm erhöht werden. Durch das Bahnsteighöhenkonzept 2017 wurden die Pläne gestoppt. Der Bahnhof Marburg (Lahn) wurde „Bahnhof des Jahres 2015“ und hat eine Höhe von 550 mm.
In Melsungen-Schwarzenberg sollte ein Haltepunkt für die Züge der RegioTram Kassel, die auf 380 mm ausgelegt sind, mit einer Bahnsteighöhe von 760 mm gebaut werden. Als Kompromiss wurden 550 mm genannt. Der Vorfall führte zu einem Bericht in der Kategorie Realer Irrsinn des Satiremagazins extra 3.
Im Oktober 2018 wurde der Umbau des Bahnhofs in Treysa inkl. einer Erhöhung auf 550 mm genehmigt.

#### Mecklenburg-Vorpommern
Anfang 2018 hatten nur 18 von 366 Bahnsteigen in Mecklenburg-Vorpommern eine Höhe von 760 mm. Ende 2023 haben 29 Bahnsteige eine Höhe vom 760 mm. Im Juli 2022 kündigten der Bund, das Land sowie die Bahn an, bis zum Jahr 2031 insgesamt 120 Millionen Euro zu investieren, um 56 Bahnhöfe zu erneuern. Bei einigen wird auch die Bahnsteighöhe angepasst.

#### Rheinland-Pfalz
Das Land Rheinland-Pfalz und DB Station & Service vereinbarten 2006 erstmals ein gemeinsames Bahnsteighöhenkonzept, welches im Jahr 2011 überarbeitet wurde. Dieses Konzept sieht ein Mischkonzept aus den Bahnsteighöhen 550 mm und 760 mm vor. Es priorisiert den 760-mm-Ausbau auf den wichtigen Hauptstrecken und den 550-mm-Ausbau im regionalen Netz. In Knotenbahnhöfen, in denen Strecken beider Höhen zusammentreffen, sollen Bahnsteige entsprechend der Zielhöhe der Zulaufstrecken separat ausgebaut werden, um einen barrierefreien Wechsel zwischen beiden Systemen zu ermöglichen. Diese Vereinbarung erfuhr 2018 im Rahmen der Diskussion um eine bundesweit einheitliche Höhe von 760 mm eine erneute Überarbeitung. So wurde für fünf Prozent der Stationen, für die 550 mm vorgesehen waren, die Zielbahnsteighöhe geändert, für 95 % konnte durch Verhandlungen der alte Wert jedoch gesichert werden. Für die Nahestrecke und die Trierer Weststrecke wurde langfristig eine Zielbahnsteighöhe von 760 mm vereinbart. Diese soll aber erst zur Anwendung gelangen, wenn es zum Austausch der jetzigen Fahrzeuggeneration kommt. Bis dahin soll auf diesen Strecken weiterhin mit 550 mm ausgebaut werden.

#### Sachsen-Anhalt
Im ÖPNV-Plan des Landes ist eine Regelbahnsteigzielhöhe von 550 mm ausgewiesen. Ausnahmen hiervon bestehen für elektrifizierte Strecken mit grenzüberschreitenden SPNV-Leistungen nach Niedersachsen und Brandenburg, für deren Stationen ein Ausbau auf 760 mm vorgesehen ist.

#### Thüringen
In Thüringen gab es 2018 Widerstand gegen eine allgemeine Erhöhung auf 760 mm. Laut der damaligen Thüringer Infrastrukturministerin Birgit Pommer lehne das Land die Erhöhung grundsätzlich ab. Seit Anfang der 90er Jahre seien in Thüringen rund 60 Bahnsteige mit 380 mm, rund 200 mit 550 mm und 13 mit 760 mm gebaut worden.

### Länder mit Median 760mm

#### Niedersachsen
Die Landesnahverkehrsgesellschaft Niedersachsen hat zusammen mit der DB Station & Service ein Bahnsteighöhenkonzept erarbeitet, das ein Mischkonzept mit den Höhen 760 mm und 550 mm vorsieht. Abgesehen von wenigen Grenzstrecken ist in diesem Konzept bei den elektrifizierten Strecken ein Ausbau auf 760 mm Bahnsteighöhe, bei den dieselbetriebenen Strecken eine Höhe von 550 mm vorgesehen. In gleicher Weise hat auch der Regionalverband für den Großraum Braunschweig sein Bahnsteighöhenkonzept abgestimmt. Mangels SPNV-Strecken, die nicht elektrisch betrieben werden, wird in der Region Hannover nur eine Bahnsteighöhe von 760 mm angestrebt.

#### Nordrhein-Westfalen
In Nordrhein-Westfalen werden seit der Regionalisierung des Nahverkehrs im Jahr 1996 überwiegend Bahnsteige mit einer Höhe von 760 mm ausgebaut. Auf Strecken, die ausschließlich im S-Bahnverkehr genutzt werden, wurde eine Bahnsteighöhe von 960 mm umgesetzt. Einzelne Stationen in Ostwestfalen und Südwestfalen wurden mit 550 mm Höhe ausgebaut. Im Netz der Dürener Kreisbahn wurde eine Bahnsteighöhe von 380 mm umgesetzt.
2016 wurde zwischen den drei Zweckverbänden für den SPNV und dem Ministerium für Bauen, Wohnen, Stadtentwicklung und Verkehr Nordrhein-Westfalen ein Bahnsteignutzlängen- und -höhenkonzept vereinbart. Dieses sieht eine Zielstandardhöhe von 760 mm vor. S-Bahnstrecken können weiter auf 960 mm ausgebaut werden, wenn Vorkehrungen für einen späteren Umbau auf 760 mm getroffen werden. Ausnahmen gelten auf Strecken, wo Transporte mit Lademaßüberschreitung stattfinden, sowie in Südwestfalen mit 550 mm, um Kompatibilität zu Bahnsteigen in Hessen und Rheinland-Pfalz herzustellen. Zudem haben die Strecken der Dürener Kreisbahnen eine Zielhöhe von 550 mm.

#### Schleswig-Holstein
Es existiert eine Rahmenvereinbarung zwischen Land, NAH.SH und DB Station&Service zur Modernisierung und zum barrierefreien Ausbau von Bahnstationen, die von Pro Bahn SH begrüßt wird.

### Länder mit Median 960 mm

#### Berlin
Bei der U-Bahn Berlin ermöglichen die Fahrzeugbodenhöhen der BVG-Baureihe H (950 mm) im Großprofilnetz und der BVG-Baureihe HK (875 mm) im Kleinprofilnetz einen annähernd niveaugleichen Einstieg.
Bei der S-Bahn Berlin beträgt die Bahnsteighöhe 960 mm oder 1030 mm. Bei Umbauten erfolgt eine Angleichung auf 960 mm. Das Bundesverkehrsministerium hatte 1994 die neue Höhe von 960 mm durchgesetzt. Bei den Fahrzeugen haben die Baureihe 481/482 und die seit Anfang 2021 eingesetzte DB-Baureihe 483/484 eine Bodenhöhe von 1000 mm,
Bahnhöfe: An Fern- und Regionalbahnhöfen besteht mit zwei Ausnahmen eine einheitliche Bahnsteighöhe von 760 mm. Ein Einrichten von baulich getrennten Bahnsteigen mit 550 mm Höhe (wie in Erfurt, Leipzig, Dresden, Offenburg, Dessau, ...) ist aufgrund beengter Platzverhältnisse nicht möglich. Zudem sind durch die Berliner Stadtbahn sowie den Tiergarten-Tunnel viele Bahnhöfe miteinander verknüpft, was die Trennung in Liniennetze mit verschiedener Bahnsteighöhe erschwert. Lediglich der Bahnhof Berlin-Lichtenberg verfügt noch über Bahnsteige mit Höhe 550 mm, was auch dem Großteil der dort verkehrenden Fahrzeuge entspricht.
Fahrzeuge: Da das Land Brandenburg konsequent auf eine einheitliche Bahnsteighöhe von 550 mm im Regionalverkehr setzt, sind die meisten durch Berlin verkehrenden Fahrzeuge für diese Höhe ausgelegt und daher an Berliner Bahnhöfen nicht barrierefrei zu betreten:
- Die meisten Doppelstockzüge haben eine Bodenhöhe von 600 mm. Dies gilt auch für die Stadler KISS des RE8.
- Die seit 2012 verkehrenden Talent-2-Züge haben ebenfalls Bodenhöhe 600 mm, außer einigen Zügen, welche für den Flughafen-Expressverkehr beschafft wurden. Diese passen tatsächlich zu den Bahnsteigen an allen Stationen des zukünftigen Flughafen-Expressverkehrs. (Allerdings verkehrt der FEX zurzeit mit Doppelstockwagen, von denen nur einige Einstiegshöhe von 760 mm haben.)
- Schließlich verkehren seit Ende 2022 Siemens Desiro HC auf dem RE1. Deren Endwagen haben einen durchgängig flachen Boden passend zu 760 mm Bahnsteighöhe; die Mittelwagen haben Einstiege mit festen Rampen auf 760 mm, und mindestens ein Wagen pro Zugteil hat einen Einstieg für 550 mm. Da auf dem RE1 Ost viele Bahnsteige verlängert werden sollen (und der Bahnhof Fangschleuse völlig neuerrichtet), bleibt zu hoffen, dass diese dabei auf eine Höhe von 760 mm vereinheitlicht werden.